# Miloš Matějka
Miloš Matějka (17. prosince 1925 – ???) byl český a československý politik Československé strany socialistické, poslanec České národní rady a Sněmovny národů Federálního shromáždění na počátku normalizace.

## Biografie
K roku 1969 se uvádí jako úředník, bytem Rychnov nad Kněžnou. Absolvoval Právnickou fakultu Univerzity Karlovy. Pracoval jako vedoucí zásobování v n. p. Automobilové závody Kvasiny. Byl členem pracovněprávní komise OOR v Rychnově nad Kněžnou a místopředsedou TJ Spartak Rychnov nad Kněžnou.
Po provedení federalizace Československa usedl v lednu 1969 do Sněmovny národů Federálního shromáždění. Nominovala ho Česká národní rada, v níž rovněž zasedal. Ve federálním parlamentu zasedal do prosince 1969, kdy rezignoval na post poslance ČNR a ztratil i mandát ve FS.